# Lars Høgvold
Lars Høgvold (* 11. September 1888 in Løten; † 31. Dezember 1963 in Lillehammer) war ein norwegischer Skisportler, der im Skispringen und in der Nordischen Kombination erfolgreich war.

## Werdegang
Bei den Norwegischen Meisterschaften 1910 in Skien gewann Høgvold hinter Lauritz Bergendahl und Andres Innleggen Bronze im Einzel der Kombination. Zwei Jahre später wiederholte er diesen Erfolg bei den Norwegischen Meisterschaften 1912 in Trondheim. Nur ein weiteres Jahr später erreichte er mit dem Gewinn der Silbermedaille hinter Johan Kristoffersen sein bestes Ergebnis. Im gleichen Jahr gewann er den als Damenes Pokal ausgetragenen speziellen Kombinationswettbewerb am Holmenkollen.
1916 wurde Høgvold die Holmenkollen-Medaille verliehen.
Bei der Nordischen Skiweltmeisterschaft 1926 in Lahti erreichte er von der Normalschanze den sechsten Platz.
Nach seiner aktiven Karriere arbeitete er als Trainer in seinem Heimatverein, dem Lillehammer SK. Anschließend bekleidete Høgvold diverse Positionen im Norwegischen Skiverband.